# Spartathlon
La Spartathlon è una corsa che, a partire dal 1983, si tiene ogni anno tra Atene e Sparta in Grecia. Per la sua lunghezza di ben 246 km rientra nella categoria delle cosiddette ultramaratone.

## Le origini
La Spartathlon ripercorre le orme di Fidippide, un messaggero ateniese mandato a Sparta nel 490 a.C. per cercare aiuto contro i Persiani nella Battaglia di Maratona. Fidippide, secondo un racconto dello storico greco Erodoto, arrivò a Sparta il giorno dopo che era partito da Atene.
Basandosi su tale aneddoto, il comandante britannico John Foden e altri quattro ufficiali della RAF si sono recati in Grecia nel 1982 per una missione ufficiale per verificare se fosse possibile coprire i quasi 250 chilometri in un giorno e mezzo. Tre corridori hanno completato con successo la missione: John Foden (37:37), John Scholtens (34:30) e John McCarthy (39:00). L'anno successivo un gruppo di persone di varia nazionalità tra cui britannici e greci sotto la guida di Philhellene Michael Callaghan organizzarono la prima edizione della Open International Spartathlon Race. L'evento è stato eseguito sotto la guida della SEGAS, l'Associazione Ellenica degli Atleti Amatoriali.

## La gara
La gara inizia alle 7:00 del mattino, di solito nell'ultimo venerdì di settembre, ai piedi dell'Acropoli. Si esce da Atene attraverso la costa in direzione di Corinto attraverso Ellausi, Megara e Kineta. Il percorso raggiunge il Canale di Corinto al chilometro 78,5 e i corridori raggiungono il primo importante checkpoint al chilometro 81.
Dopo Corinto, la gara prosegue verso la Corinto antica, Nemea, Lyrkia, e al 159º chilometro raggiunge la cima del Monte Partenio. Da tale punto, essa continua verso sud in direzione di Nestani e Tegea, prima di raggiungere l'autostrada principale di Sparta appena prima del 200º chilometro.
I corridori devono oltrepassare 75 checkpoint collocati lungo il percorso e per ognuno di essi è previsto un tempo limite di passaggio. I corridori che fanno segnare al check point un tempo superiore a quello stabilito dagli organizzatori possono essere squalificati dalla gara, sebbene nella prima metà del percorso vi sia una certa tolleranza.

## Requisiti di partecipazione
Per poter partecipare a questo evento bisogna avere almeno uno dei seguenti requisiti:
- L'atleta ha terminato una gara di almeno 100 km in meno di 10 ore e 30 minuti.
- L'atleta ha partecipato ad una gara di almeno 200 km arrivando fino al traguardo della stessa in meno di 29 ore e 30 minuti.
- L'atleta ha già partecipato alla Spartathlon e ha raggiunto il checkpoint "Nestani" in meno di 24 ore e 30 minuti.

## Record
Yiannis Kouros, che ha vinto la prima edizione della Spartathlon, detiene ancora il record della gara con 20:25:00. Kouros ha partecipato a quattro edizioni della Spartathlon, vincendole tutte e quattro e detenendo i quattro migliori tempi di sempre. Nel 2005, egli ha deciso di ripercorrere il tragitto completo di Filippide, Atene-Sparta-Atene.
Nel 2008 Scott Jurek ha vinto il suo terzo titolo della gara, fermando il cronometro sul 5º tempo di sempre della storia della gara. Solo Kouros (quattro volte) ha corso la gara più velocemente di Jurek.
Nel 2007 il 25º anniversario della competizione ha avuto un record di 323 partecipanti, e nel 2008 la gara ha avuto un record di 151 finisher sotto le 36 ore di tempo limite.
Seguono i vincitori della Spartathlon:

### Uomini
| Anno | 1°                                               | Nazionalità                                      | Tempo                                            | 2°                                               | Nazionalità                                      | Tempo                                            | 3°                                               | Nazionalità                                      | Tempo                                            |
| ---- | ------------------------------------------------ | ------------------------------------------------ | ------------------------------------------------ | ------------------------------------------------ | ------------------------------------------------ | ------------------------------------------------ | ------------------------------------------------ | ------------------------------------------------ | ------------------------------------------------ |
| 2020 | non disputata a causa della pandemia di COVID-19 | non disputata a causa della pandemia di COVID-19 | non disputata a causa della pandemia di COVID-19 | non disputata a causa della pandemia di COVID-19 | non disputata a causa della pandemia di COVID-19 | non disputata a causa della pandemia di COVID-19 | non disputata a causa della pandemia di COVID-19 | non disputata a causa della pandemia di COVID-19 | non disputata a causa della pandemia di COVID-19 |
| 2019 | Támas Bódis                                      | Ungheria                                         | 23:28:37                                         | Zoltán Csécsei                                   | Ungheria                                         | 24:15:54                                         | Radek Brunner                                    | Rep. Ceca                                        | 24:25:49                                         |
| 2018 | Yoshihiko Ishikawa                               | Giappone                                         | 22:54:40                                         | Radek Brunner                                    | Rep. Ceca                                        | 23:36:43                                         | João Oliveira                                    | Portogallo                                       | 24:33:35                                         |
| 2017 | Aleksandr Sorokin                                | Lituania                                         | 22:04:04                                         | Radek Brunner                                    | Rep. Ceca                                        | 22:49:37                                         | Nikolaos Sideridis                               | Grecia                                           | 22:58:40                                         |
| 2016 | Andrzej Radzikowski                              | Polonia                                          | 23:02:23                                         | Marco Bonfiglio                                  | Italia                                           | 23:36:58                                         | Radek Brunner                                    | Rep. Ceca                                        | 24:07:29                                         |
| 2015 | Florian Reus                                     | Germania                                         | 23:17:31                                         | Dan Lawson                                       | Regno Unito                                      | 23:53:32                                         | Kim Hansen                                       | Danimarca                                        | 23:54:37                                         |
| 2014 | Ivan Cudin                                       | Italia                                           | 22:29:29                                         | Florian Reus                                     | Germania                                         | 23:57:13                                         | Andrzej Radzikowski                              | Polonia                                          | 25:49:05                                         |
| 2013 | João Oliveira                                    | Portogallo                                       | 23:29:08                                         | Florian Reus                                     | Germania                                         | 25:29:54                                         | Ivan Cudin                                       | Italia                                           | 25:54:49                                         |
| 2012 | Stu Thoms                                        | Germania                                         | 26:28:19                                         | Tetsuo Kiso                                      | Giappone                                         | 26:36:23                                         | Markus Thalmann                                  | Austria                                          | 27:14:25                                         |
| 2011 | Ivan Cudin                                       | Italia                                           | 22:57:40                                         | Yuji Sakai                                       | Giappone                                         | 24:22:24                                         | Michael Vanicek                                  | Germania                                         | 24:55:59                                         |
| 2010 | Ivan Cudin                                       | Italia                                           | 23:03:06                                         | Jan Albert Lantink                               | Paesi Bassi                                      | 23:31:00                                         | Jan Prochaska                                    | Germania                                         | 24:56:00                                         |
| 2009 | Ryōichi Sekiya                                   | Giappone                                         | 23:48:24                                         | Lars Skytte Christoffersen                       | Danimarca                                        | 24:32:00                                         | Jon Harald Berge                                 | Norvegia                                         | 25:10:00                                         |
| 2008 | Scott Jurek                                      | Stati Uniti                                      | 22:20:01                                         | Markus Thalmann                                  | Austria                                          | 24:52:09                                         | Lars Skytte Christoffersen                       | Danimarca                                        | 25:29:41                                         |
| 2007 | Scott Jurek                                      | Stati Uniti                                      | 23:12:14                                         | Piotr Kurylo                                     | Polonia                                          | 24:29:41                                         | Valmir Nunes                                     | Brasile                                          | 25:37:40                                         |
| 2006 | Scott Jurek                                      | Stati Uniti                                      | 22:52:18                                         | Ryōichi Sekiya                                   | Giappone                                         | 24:14:11                                         | Masayuki Ohtaki (Otaki, Ōtaki)                   | Giappone                                         | 25:19:12                                         |
| 2005 | Jens Lukas                                       | Germania                                         | 24:26:39                                         | Jean-Jacques Moros                               | Francia                                          | 25:03:30                                         | Markus Thalmann                                  | Austria                                          | 26:34:42                                         |
| 2004 | Jens Lukas                                       | Germania                                         | 25:49:59                                         | Markus Thalmann                                  | Austria                                          | 26:20:02                                         | Martin Juri                                      | Australia                                        | 27:19:15                                         |
| 2003 | Markus Thalmann                                  | Austria                                          | 23:28:24                                         | Valmir Nunes                                     | Brasile                                          | 25:30:35                                         | Jean-Jacques Moros                               | Francia                                          | 26:26:16                                         |
| 2002 | Ryōichi Sekiya                                   | Giappone                                         | 23:47:54                                         | Markus Thalmann                                  | Austria                                          | 25:16:56                                         | Jeffry Oonk                                      | Paesi Bassi                                      | 26:58:55                                         |
| 2001 | Valmir Nunes                                     | Brasile                                          | 23:18:05                                         | Jens Lukas                                       | Germania                                         | 24:46:51                                         | Ryōichi Sekiya                                   | Giappone                                         | 25:27:30                                         |
| 2000 | Masayuki Ohtaki (Otaki, Ōtaki)                   | Giappone                                         | 24:01:10                                         | Jens Lukas                                       | Germania                                         | 24:59:54                                         | Cees Verhagen                                    | Paesi Bassi                                      | 25:35:50                                         |
| 1999 | Jens Lukas                                       | Germania                                         | 25:38:03                                         | Jean Pierre Guyomarch                            | Francia                                          | 27:08:57                                         | Jun Onoki                                        | Giappone                                         | 27:16:36                                         |
| 1998 | Kostas Reppos                                    | Grecia                                           | 25:11:41                                         | Kenzi (Kenji) Okiyama                            | Giappone                                         | 26:13:13                                         | James Zarei                                      | Regno Unito                                      | 26:44:04                                         |
| 1997 | Constantinos Repos                               | Grecia                                           | 23:37:00                                         | Kenji Okiyama                                    | Giappone                                         | 25:55:00                                         | Rune Larsson                                     | Svezia                                           | 28:11:00                                         |
| 1996 | Roland Vuillemenot                               | Francia                                          | 26:21:00                                         | Dusan Mravlje                                    | Slovenia                                         | 27:55:00                                         | Roy Pirrung                                      | Stati Uniti                                      | 27:56:32                                         |
| 1995 | James Zarei                                      | Regno Unito                                      | 25:59:42                                         | Vasilios Chalkias                                | Grecia                                           | 27:49:46                                         | Kazuyoshi Ikeda                                  | Giappone                                         | 28:12:00                                         |
| 1994 | James Zarei                                      | Regno Unito                                      | 26:15:00                                         | Kenji Okiyama                                    | Giappone                                         | 25:55:00                                         | Peeter Kirppu                                    | Estonia                                          | 26:07:00                                         |
| 1993 | Rune Larsson                                     | Svezia                                           | 25:57:12                                         | Jean-Claude Lapeyrigne                           | Francia                                          | 29:48:00                                         | W. D. Schutze                                    | Germania                                         | 29:50:38                                         |
| 1992 | Rusko Kadiev                                     | Bulgaria                                         | 24:08:13                                         | Paul Beckers                                     | Belgio                                           | 25:05:48                                         | Roy Pirrung                                      | Stati Uniti                                      | 28:33:02                                         |
| 1991 | Seppo Tapio Leinonen                             | Finlandia                                        | 30:25:07                                         | János Bogár                                      | Ungheria                                         | 24:15:31                                         | George Stoakes                                   | Regno Unito                                      | 30:50:35                                         |
| 1990 | Yiannis Kouros                                   | Grecia                                           | 21:57:00                                         | János Bogár                                      | Ungheria                                         | 24:49:19                                         | Rune Larsson                                     | Svezia                                           | 25:28:48                                         |
| 1989 | János Bogár                                      | Ungheria                                         | 24:15:31                                         | Rune Larsson                                     | Svezia                                           | 24:42:05                                         | Seiichi Morikawa                                 | Giappone                                         | 26:08:18                                         |
| 1988 | Rune Larsson                                     | Svezia                                           | 24:42:05                                         | James Zarei                                      | Iran                                             | 25:59:42                                         | Georges Makris                                   | Grecia                                           | 26:47:00                                         |
| 1987 | Rune Larsson                                     | Svezia                                           | 24:41:46                                         | Patrick Macke                                    | Regno Unito                                      | 26:41:51                                         | James Zarei                                      | Regno Unito                                      | 27:27:16                                         |
| 1986 | Yiannis Kouros                                   | Grecia                                           | 21:51:00                                         | Ernő Kies-Kiraly                                 | Ungheria                                         | 26:07:00                                         | Peter Mann                                       | Germania                                         | 26:41:00                                         |
| 1985 | Patrick Macke                                    | Regno Unito                                      | 23:18:00                                         | Dusan Mravlje                                    | Jugoslavia                                       | 24:39:22                                         | Jean Calbera                                     | Francia                                          | 24:42:00                                         |
| 1984 | Yiannis Kouros                                   | Grecia                                           | 20:25:00                                         | Dusan Mravlje                                    | Jugoslavia                                       | 23:44:00                                         | Patrick Macke                                    | Regno Unito                                      | 24:32:05                                         |
| 1983 | Yiannis Kouros                                   | Grecia                                           | 20:29:04                                         | Dusan Mravlje                                    | Jugoslavia                                       | 24:40:38                                         | Alan Fairbrother                                 | Regno Unito                                      | 27:39:14                                         |

### Donne
| Anno | 1°                                               | Nazionalità                                      | Tempo                                            | 2°                                               | Nazionalità                                      | Tempo                                            | 3°                                               | Nazionalità                                      | Tempo                                            |
| ---- | ------------------------------------------------ | ------------------------------------------------ | ------------------------------------------------ | ------------------------------------------------ | ------------------------------------------------ | ------------------------------------------------ | ------------------------------------------------ | ------------------------------------------------ | ------------------------------------------------ |
| 2020 | non disputata a causa della pandemia di COVID-19 | non disputata a causa della pandemia di COVID-19 | non disputata a causa della pandemia di COVID-19 | non disputata a causa della pandemia di COVID-19 | non disputata a causa della pandemia di COVID-19 | non disputata a causa della pandemia di COVID-19 | non disputata a causa della pandemia di COVID-19 | non disputata a causa della pandemia di COVID-19 | non disputata a causa della pandemia di COVID-19 |
| 2019 | Zsuzsanna Maraz                                  | Ungheria                                         | 27:15:12                                         | Irina Masanova                                   | Russia                                           | 28:17:32                                         | Natasa Robnik                                    | Slovenia                                         | 29:14:54                                         |
| 2018 | Zsuzsanna Maraz                                  | Ungheria                                         | 27:04:28                                         | Kateřina Kašparová                               | Rep. Ceca                                        | 27:46:27                                         | Teija Honkonen                                   | Finlandia                                        | 28:34:29                                         |
| 2017 | Patrycja Bereznowska                             | Polonia                                          | 24:48:18                                         | Zsuzsanna Maraz                                  | Ungheria                                         | 25:43:40                                         | Aleksandra Niwińska                              | Polonia                                          | 26:28:48                                         |
| 2016 | Katalin Nagy                                     | Stati Uniti                                      | 25:23:52                                         | Pam Smith                                        | Stati Uniti                                      | 27:13:31                                         | Zsuzsanna Maraz                                  | Ungheria                                         | 27:45:42                                         |
| 2015 | Katalin Nagy                                     | Stati Uniti                                      | 25:07:12                                         | Alyson Venti                                     | Stati Uniti                                      | 26:50:51                                         | Szilvia Lubics                                   | Ungheria                                         | 29:18:44                                         |
| 2014 | Szilvia Lubics                                   | Ungheria                                         | 26:53:40                                         | Katalin Nagy                                     | Stati Uniti                                      | 28:55:03                                         | Eva Esnaola                                      | Spagna                                           | 30:52:41                                         |
| 2013 | Szilvia Lubics                                   | Ungheria                                         | 28:03:04                                         | Antje Krause                                     | Germania                                         | 30:07:15                                         | Heike Bergmann                                   | Germania                                         | 30:22:03                                         |
| 2012 | Elizabeth Hawker                                 | Regno Unito                                      | 27:02:17                                         | Leonie van den Haak                              | Paesi Bassi                                      | 28:42:36                                         | Szilvia Lubics                                   | Ungheria                                         | 29:45:56                                         |
| 2011 | Szilvia Lubics                                   | Ungheria                                         | 29:07:39                                         | Ruth Podgornik Res                               | Slovenia                                         | 32:17:19                                         | Mimi Anderson                                    | Regno Unito                                      | 32:33:23                                         |
| 2010 | Emily Gelder                                     | Regno Unito                                      | 30:17:03                                         | Heather Fouwdlink-Hawker                         | Regno Unito                                      | 32:43:00                                         | Yoshiko Matsuda                                  | Giappone                                         | 33:31:00                                         |
| 2009 | Sumie Inagaki                                    | Giappone                                         | 27:39:49                                         | Yoshiko Matsuda                                  | Giappone                                         | 31:16:00                                         | Lisa Bliss                                       | Stati Uniti                                      | 32:27:00                                         |
| 2008 | Heo Suk-Hoe                                      | Corea del Sud                                    | 30:03:22                                         | Stacey Bunton                                    | Stati Uniti                                      | 31:25:59                                         | Marika Heinlein                                  | Germania                                         | 31:39:19                                         |
| 2007 | Akiko Sakamoto                                   | Giappone                                         | 31:09:24                                         | Vrigitte Bec                                     | Francia                                          | 31:56:03                                         | Kimie Noto                                       | Giappone                                         | 32:11:05                                         |
| 2006 | Sumie Inagaki                                    | Giappone                                         | 28:37:20                                         | Takako Furuyama                                  | Giappone                                         | 31:40:31                                         | Mary Larsson-Hanudel                             | Stati Uniti                                      | 31:41:56                                         |
| 2005 | Kimie Noto                                       | Giappone                                         | 30:23:07                                         | Elke Streicher                                   | Germania                                         | 32:19:59                                         | Anke Drescher                                    | Germania                                         | 32:52:23                                         |
| 2004 | Kimie Noto                                       | Giappone                                         | 29:57:40                                         | Hiroko Okiyama                                   | Giappone                                         | 31:01:17                                         | Anke Drescher                                    | Germania                                         | 32:55:26                                         |
| 2003 | Akiko Sakamoto                                   | Giappone                                         | 29:07:44                                         | Sumie Inagaki                                    | Giappone                                         | 29:38:54                                         | Barbara Szlachetka                               | Germania                                         | 31:50:23                                         |
| 2002 | Irina Reutovich                                  | Russia                                           | 28:10:48                                         | Hiroko Okiyama                                   | Giappone                                         | 30:25:49                                         | Mayumi Okabe                                     | Giappone                                         | 31:33:35                                         |
| 2001 | Maria Alzira da Silva Portela-Lario              | Portogallo                                       | 30:31:41                                         | Kimie Funada (dopo Kimie Noto)                   | Giappone                                         | 33:49:17                                         | Heike Pawzik                                     | Germania                                         | 34:41:10                                         |
| 2000 | Hiroko Okiyama (Yuko)                            | Giappone                                         | 29:16:37                                         | Mary Larsson                                     | Stati Uniti                                      | 30:56:16                                         | Helga Backhaus                                   | Germania                                         | 31:35:24                                         |
| 1999 | Anny Monot                                       | Francia                                          | 35:38:08                                         | Kimie Funada (dopo Kimie Noto)                   | Giappone                                         | 35:41:31                                         | -                                                | -                                                | -                                                |
| 1998 | Mary Larsson                                     | Svezia                                           | 28:46.58                                         | Kimie Funada (dopo Kimie Noto)                   | Giappone                                         | 29:32:21                                         | Helga Backhaus                                   | Germania                                         | 29:53:49                                         |
| 1997 | Helga Backhaus                                   | Germania                                         | 30:39:00                                         | Kimie Funada (dopo Kimie Noto)                   | Giappone                                         | 33:36:00                                         | Heike Pawzik                                     | Germania                                         | 33:46:00                                         |
| 1996 | Helga Backhaus                                   | Germania                                         | 29:50:00                                         | Mary Larsson (Hanudel)                           | Stati Uniti                                      | 30:27:00                                         | Kimie Funada                                     | Giappone                                         | 34:12:00                                         |
| 1995 | Helga Backhaus                                   | Germania                                         | 29:33:00                                         | Kimie Funada (dopo Kimie Noto)                   | Giappone                                         | 30:41:00                                         | Miyako Yoshikoshi                                | Giappone                                         | 35:40:31                                         |
| 1994 | Helga Backhaus                                   | Germania                                         | 30:41:00                                         | Kazuko Kaihata                                   | Giappone                                         | 34:12:17                                         | Miyako Yoshikoshi                                | Giappone                                         | 34:33:21                                         |
| 1993 | Sigrid Lomsky                                    | Germania                                         | 32:34:32                                         | Marie Bertrand                                   | Francia                                          | 33:47:12                                         | Miyako Yoshikoshi                                | Giappone                                         | 34:18:00                                         |
| 1992 | Hilary Walker                                    | Regno Unito                                      | 29:49:49                                         | Mary Larsson (Hanudel)                           | Stati Uniti                                      | 33:47:00                                         | Miyako Yoshikoshi                                | Giappone                                         | 33:47:52                                         |
| 1991 | Ursula Blasberg                                  | Germania                                         | 34:42:45                                         | -                                                | -                                                | -                                                | -                                                | -                                                | -                                                |
| 1990 | Anne-Marie Deguilhem                             | Francia                                          | 34:07:41                                         | Pascale Mahe                                     | Francia                                          | 35:08:03                                         | Mary Hanudel-Larsson                             | Stati Uniti                                      | 35:31:30                                         |
| 1989 | Mary Hanudel (dopo Mary Larsson)                 | Stati Uniti                                      | 31:57:23                                         | Monika Kuno                                      | Germania                                         | 34:10:00                                         | Eiko Endo                                        | Giappone                                         | 34:36:49                                         |
| 1988 | -                                                | -                                                | -                                                | -                                                | -                                                | -                                                | -                                                | -                                                | -                                                |
| 1987 | Hilary Walker                                    | Regno Unito                                      | 31:23:30                                         | Waltraud Reisert                                 | Germania                                         | 35:31:56                                         | -                                                | -                                                | -                                                |
| 1986 | Waltraud Reisert                                 | Germania                                         | 33:21:00                                         | Mary Hanudel (dopo Mary Larsson)                 | Stati Uniti                                      | 33:47:00                                         | -                                                | -                                                | -                                                |
| 1985 | Mary Hanudel (dopo Mary Larsson)                 | Stati Uniti                                      | 34:10:10                                         | -                                                | -                                                | -                                                | -                                                | -                                                | -                                                |
| 1984 | Mary Hanudel (dopo Mary Larsson)                 | Stati Uniti                                      | 34:15:10                                         | Marcy Schwam Lorna Richey (dopo Lorna Michael)   | Stati Uniti                                      | 34:15:10                                         | -                                                | -                                                | -                                                |
| 1983 | Eleanor Robinson (prima Adams)                   | Regno Unito                                      | 32:37:52                                         | -                                                | -                                                | -                                                | -                                                | -                                                | -                                                |

### Migliori 50 prestazioni di sempre
|     | Atleta                 | Tempo    | Paese | Anno | Posizione | Età |
| --- | ---------------------- | -------- | ----- | ---- | --------- | --- |
| 1.  | Yiannis Kouros         | 20:25:00 | GRE   | 1984 | 1         | 28  |
| 2.  | Yiannis Kouros         | 20:29:04 | GRE   | 1983 | 1         | 27  |
| 3.  | Yiannis Kouros         | 21:51:00 | GRE   | 1986 | 1         | 30  |
| 4.  | Yiannis Kouros         | 21:57:00 | GRE   | 1990 | 1         | 34  |
| 5.  | Aleksandr Sorokin      | 22.04:04 | LTU   | 2017 | 1         | 35  |
| 6.  | Scott Jurek            | 22:20:01 | USA   | 2008 | 1         | 34  |
| 7.  | Ivan Cudin             | 22:29:29 | ITA   | 2014 | 1         | 39  |
| 8.  | Radek Brunner          | 22.49:37 | CZE   | 2017 | 2         | 42  |
| 9.  | Scott Jurek            | 22:52:18 | USA   | 2006 | 1         | 32  |
| 10. | Yoshihiko Ishikawa     | 22:54:40 | JPN   | 2018 | 1         | 30  |
| 11. | Ivan Cudin             | 22:57:40 | ITA   | 2011 | 1         | 36  |
| 12. | Nikolaos Sideridis     | 22:58:40 | GRE   | 2017 | 3         | 36  |
| 13. | Andrzej Radzikowski    | 23:02:23 | POL   | 2016 | 1         | 35  |
| 14. | Ivan Cudin             | 23:03:06 | ITA   | 2010 | 1         | 35  |
| 15. | Patrick Macke          | 23:08:41 | GBR   | 1990 | 2         | 35  |
| 16. | Scott Jurek            | 23:12:14 | USA   | 2007 | 1         | 33  |
| 17. | Florian Reus           | 23:17:31 | GER   | 2015 | 1         | 31  |
| 18. | Patrick Macke          | 23:18:00 | GBR   | 1985 | 1         | 30  |
| 19. | Valmir Nunes           | 23:18:05 | BRA   | 2001 | 1         | 37  |
| 20. | Yoshihiko Ishikawa     | 23:20:56 | JPN   | 2017 | 4         | 29  |
| 21. | Markus Thalmann        | 23:28:24 | AUT   | 2003 | 1         | 39  |
| 22. | Tamás Bódis            | 23:28:37 | HUN   | 2019 | 1         | 31  |
| 23. | João Oliveira          | 23:29:08 | POR   | 2013 | 1         | 35  |
| 24. | Jan Lantink            | 23:31:22 | NED   | 2010 | 2         | 52  |
| 25. | Radek Brunner          | 23:36:43 | CZE   | 2018 | 2         | 43  |
| 26. | Marco Bonfiglio        | 23:36.58 | ITA   | 2016 | 2         | 39  |
| 27. | Kostas Reppos          | 23:37:00 | GRE   | 1997 | 1         | 31  |
| 28. | Dušan Mravlje          | 23:44:00 | YUG   | 1985 | 2         | 32  |
| 29. | Ryōichi Sekiya         | 23:47:54 | JPN   | 2002 | 1         | 35  |
| 30. | Ryōichi Sekiya         | 23:48:24 | JPN   | 2009 | 1         | 42  |
| 31. | Dan Lawson             | 23:53:32 | GBR   | 2015 | 2         | 42  |
| 32. | Kim Hansen             | 23:54:37 | DEN   | 2015 | 3         | 40  |
| 33. | Florian Reus           | 23:57:13 | GER   | 2014 | 2         | 30  |
| 34. | Ohtaki Masayuki        | 24:01:10 | JPN   | 2000 | 1         | 34  |
| 35. | Radek Brunner          | 24:07:29 | CZE   | 2016 | 3         | 41  |
| 36. | Rusko Kadiev           | 24:08:13 | BUL   | 1992 | 1         | 34  |
| 37. | Ryōichi Sekiya         | 24:14:11 | JPN   | 2006 | 2         | 39  |
| 38. | János Bogár            | 24:15:31 | HUN   | 1991 | 1         | 27  |
| 39. | Zoltan Csecsei         | 24:15:54 | HUN   | 2019 | 2         | 35  |
| 40. | Yuji Sakai             | 24:22:24 | JPN   | 2011 | 2         | 43  |
| 41. | Radek Brunner          | 24:25:49 | CZE   | 2019 | 3         | 44  |
| 42. | Jens Lukas             | 24:26:39 | GER   | 2005 | 1         | 39  |
| 43. | Piotr Kuryło           | 24:29:41 | POL   | 2007 | 2         | 35  |
| 44. | Sebastian Białobrzeski | 24.30:07 | POL   | 2017 | 5         | 28  |
| 45. | Lars Christoffersen    | 24:31:45 | DEN   | 2009 | 2         | 37  |
| 46. | Patrick Macke          | 24:32:05 | GBR   | 1989 | 1         | 34  |
| 47. | João Oliveira          | 24:33:35 | POR   | 2018 | 3         | 40  |
| 48. | Dušan Mravlje          | 24:39:22 | YUG   | 1983 | 2         | 30  |
| 49. | Dušan Mravlje          | 24:40:38 | YUG   | 1984 | 2         | 31  |
| 50. | Rune Larsson           | 24:41:46 | SWE   | 1987 | 1         | 31  |